# 13 janvier 1963
Le dimanche 13 janvier 1963 est le 13e jour de l'année 1963.

## Naissances
- Anabelle Prawerman, joueuse de volley-ball et de beach-volley française
- Andrew Roberts, historien et journaliste britannique
- Charles Muscat (mort le 13 janvier 2011), joueur de football maltais
- Chris Britz, athlète sud-africain
- Daniel Brière, acteur canadien
- Eric Korita, joueur de tennis américain
- Péter Fülöp Kocsis, prélat catholique de rite byzantin
- Kevin McClatchy, acteur américain
- Mohamed Salim, footballeur émirien
- Naomi Akimoto, actrice et chanteuse japonaise
- Peter Scully, violeur et pédophile australien
- Pierre Espanol, footballeur français
- Richard Tomlinson, espion du MI6
- Serghei Marcoci, joueur de water-polo soviétique puis moldave
- Vasilika Hysi, femme politique albanaise

## Décès
- André Fribourg-Blanc (né le 17 mars 1888), médecin général neuropsychiatre
- Antonio Thrasybule Kébreau (né le 11 novembre 1909), général haïtien
- Henry Thomas (né le 1er juillet 1888), boxeur anglais
- Ramón Gómez de la Serna (né le 3 juillet 1888), écrivain espagnol
- Sonny Clark (né le 21 juillet 1931), musicien américain
- Sylvanus Olympio (né le 6 septembre 1902), premier président de la République togolaise

## Événements
- Coup d'État au Togo et assassinat du président Sylvanus Olympio
- Fin de la sécession de l'État du Katanga. Moïse Tshombe, son président, quitte Élisabethville investie par les forces de l'ONU pour la Rhodésie du Nord[1]. Réunification du Congo-Kinshasa après trois ans de guerre civile et de médiations diplomatique. Les dirigeants séparatistes du Katanga et du Sud-Kasaï sont réintégrés dans la classe dirigeante « nationale ». Rébellion des lumumbistes contre le régime « néo-colonial ». Ils réussissent à soulever les paysans et contrôlent la moitié du territoire du Congo en 1964.